# Yukarıhocalar, Ereğli
Yukarıhocalar là một xã thuộc huyện Ereğli, tỉnh Zonguldak, Thổ Nhĩ Kỳ. Dân số thời điểm năm 2011 là 280 người.